# Liste der Monuments historiques in Harmonville
Die Liste der Monuments historiques in Harmonville führt die Monuments historiques in der französischen Gemeinde Harmonville auf.

## Liste der Objekte
| Bezeichnung              | Beschreibung                               | Standort                      | Kennzeichnung | Schutzstatus | Datum | Bild |
| ------------------------ | ------------------------------------------ | ----------------------------- | ------------- | ------------ | ----- | ---- |
| Skulptur Heiliger Rochus | Kalkstein, farbig gefasst, 17. Jahrhundert | in der Kirche St-Brice (Lage) | PM88001502    | Inscrit      | 2006  |      |
| Kanzel                   | Eichenholz, 18. Jahrhundert                | in der Kirche St-Brice (Lage) | PM88001503    | Inscrit      | 2006  |      |
| Zwei Seitenaltäre        | Kalkstein, farbig gefasst, 18. Jahrhundert | in der Kirche St-Brice (Lage) | PM88001504    | Inscrit      | 2006  |      |